# Europeada 2016
Europeada 2016 blev arrangeret af tyske sydtyrolere og ladinere i det nordlige Italien. For første gang holdtes der også et stævne for kvinder. Der deltog i alt 24 herrehold og 6 kvindehold. Kroaterne fra Serbien blev dog senere udelukket på grund af en voldelig episode på fodboldbanen under spillet mod occitanere. Fra det dansk-tyske grænseområde deltog de danske sydslesvigere, de tyske nordslesvigere og nordfrisere med hver et herrehold. Andre mindretal fra Norden (samere, skåningere) deltog ikke.
Europamester blev -som i 2012 og 2008- igen sydtyrolerne. Både herre- og kvindeholdet fra Sydtirol vandt i slutrunden over occitanerne. De danske sydslesvigere kom på 10., nordfriserne på 13. og de tyske nordslesvigere på 21. plads .
| Gruppe A              | Gruppe B                     | Gruppe C                      | Gruppe D                   | Gruppe E                    | Gruppe F             | Gruppe X (kvinder)         | Gruppe Y (kvinder)      |
| --------------------- | ---------------------------- | ----------------------------- | -------------------------- | --------------------------- | -------------------- | -------------------------- | ----------------------- |
| Ladinere              | Roma fra Ungarn (Gipsy)      | Slovenerne fra Kärnten/Østrig | Occitanere fra Sydfrankrig | Sydtirolere                 | Zimbrere fra Italien | Occitanere fra Sydfrankrig | Ruslandtyskere          |
| Krimtatarere (Adalet) | Kroatere fra Ungarn          | Sorbere fra Østtyskland       | Danske sydslesvigere       | Nordfrisere                 | Ruslandtyskere       | Sydtirolere                | Rætoromanere fra Svejts |
| Vestthrakiere         | Rætoromanere fra Svejts      | Tyske nordslesvigere          | Slovakere fra Ungarn       | Tyskere fra Schlesien/Polen | Ungarntyskere        | Sorbere fra Østtyskland    | Ladinere                |
| Ungarere fra Rumænien | Mindretalsudvalg fra Estland | Ungarere fra Slovakiet        | Aromunere fra Sydøsteuropa | Manx fra øen Man            | Serbere fra Kroatien |                            |                         |